# Saulnot
Saulnot är en kommun i departementet Haute-Saône i regionen Bourgogne-Franche-Comté i östra Frankrike. Kommunen ligger i kantonen Héricourt-Ouest som tillhör arrondissementet Lure. År 2022 hade Saulnot 766 invånare.

## Befolkningsutveckling
Antalet invånare i kommunen Saulnot
| Referens: INSEE |